# Fatoumata Tambajang
Fatoumata Jallow-Tambajang (Brikama, 22 de octubre de 1949) es una política y activista en defensa de los derechos humanos y los derechos de las mujeres en Gambia. Es vicepresidente del país desde el 23 de enero de 2017 nombrada por el nuevo presidente Adama Barrow. 

## Biografía
Tambajang nació en Brikama, Gambia y se educó en Gambia, Dakar y Francia. Completó un BA en francés en la Universidad de Niza Sophia Antipolis.
Tambajang fue asesora de Dawda Jawara, el primer presidente de la Gambia, en temas de infancia y condición de la mujer. Presidió el Consejo Nacional de Mujeres de Gambia y lo representó durante seis años en el Consejo Nacional Económico y Social del país.
Fue ministra de Salud y Servicios Sociales y Asuntos de la Mujer de 1994 a 1995 en el gabinete del Consejo de Gobierno Provisional de las Fuerzas Armadas liderado por Yahya Jammeh siendo una de las dos únicas ministras del gabinete junto a Susan Waffa-Ogoo. En septiembre de 1994 representó a Gambia en la Conferencia Internacional sobre Población y Desarrollo de El Cairo. Se incorporó entonces a trabajar en el Programa de Desarrollo de las Naciones Unidas (UNDP). En 2001, mientras trabajaba en los Grandes Lagos de Áfricafue víctima de una situación de toma de rehenes.
Tambajang ha destacado por su activismo en favor de los derechos humanos de Gambia y ha sido muy crítica con el gobierno de Jammeh condenando en numerosas ocasiones las detenciones de miembros de la oposición.
Se unió al Partido Democrático Unificado (UDP) en abril de 2015.
Participó miembro de la Coalición de oposición en 2016 y llegó a liderarla. Tras la derrota del anterior presidente en las urnas Yahya Jammeh en las elecciones presidenciales de diciembre de 2016 por el candidato respaldado por Coalición 2016, Adama Barrow, Tambajang declaró que Jammeh sería perseguido. También anunció la creación de una comisión nacional para investigar la corrupción durante el mandato de Jammeh.
El 23 de enero de 2017, poco después de que Barrow asumiera el poder como presidente, anunció la elección de Tambajang para asumir la Vicepresidencia de Gambia. Su elección sembró dudas de su constitucionalidad dado que en la sección 62(1)(b) de la Constitución de la Gambia marca que la edad máxima para que una persona asuma la vicepresidencia es de 65 años y Tambajang tenía 67 en el momento de su nombramiento. 
Sustituyó a Isatou Njie-Saidy, quien fue vicepresidenta del país desde 1997 y 2017 hasta su renuncia el 18 de enero cuando Jammeh se resistía a abandonar la presidencia.

## Vida personal
Tambajang es de la etnia Fulani y reside en el distrito Kanifing. Tiene ocho hijos.